# Lectio brevior potior
Lectio brevior potior es una fórmula latina que significa « [de dos lecturas] la más corta es la mejor » (es decir « la más fiable »). Lectura, en este uso, designa la interpretación de los caracteres o de las palabras que se leen a la fuente examinada. (Lectio es el sustantivo correspondiente al verbo legere « leer »).

## Origen
Este principio forma parte de un conjunto de criterios establecidos en el siglo XVIII, en el contexto de la batalla cultural durante la Ilustración, con el objetivo de dar una base neutra para el descubrimiento del Urtext, superando el peso de la autoridad y de las tradiciones. El principio fue elaborado por primera vez por Johann Albrecht Bengel, en su Prodromus Novi Testamenti Graeci Rectè Cautèque Adornandi (1725) y empleado concretamente en su Novum Testamentum Graecum (1734).

## Aplicación
Es uno de los principios claves en crítica textual, especialmente en la crítica textual bíblica. El principio se basa en la aceptación general de que los copistas siempre mostraron más tendencia a embellecer y armonizar los documentos, añadiendo' texto que no eliminándolo. Por lo tanto, cuando se comparan dos o más manuscritos del mismo texto, se considera que las lecturas más cortas tienen más probabilidad de ser más próximas al original. La otra regla fundamental es aquella de la Lectio difficilior potior (« La lección más difícil es la mejor »).